# 閔遠慶
閔遠慶（1554年—？），字基厚，號寧臺，浙江湖州府烏程縣織里鎮晟舍人，軍籍，祖籍山東兗州府濟寧州，明朝政治人物。

## 生平
萬曆十年（1582年）壬午科浙江鄉試第五十一名舉人，十四年（1586年）中式丙戌科會試第七十名，三甲第二百三名進士。都察院觀政，十五年二月授江西铅山县知县，十七年（1589年）六月調任南昌縣知縣。二十年升南京工部主事，二十三年升南刑部郎中，二十五年升四川佥事，二十七年京察降职，三十一年降为长芦运判，三十三年升建昌府同知，三十五年考察去職。

## 家族
曾祖閔珪，光祿大夫柱國少保兼太子太保刑部尚書贈太保諡莊懿祀鄉賢；祖父閔聞，封兵馬指揮贈承德郎應天府通判；父閔宜力，監生。母潘氏。慈侍下。兄延庆（庠生）、德庆（教谕）、大庆、宝庆、有庆、允庆（布政司都事）、弘庆（光禄寺署丞）、伟庆（监生）、道庆（庠生），弟与庆。